# Шенк фон Штауффенберг, Иоганн Франц
Иоганн Франц Шенк фон Штауффенберг (нем. Johann Franz Schenk von Stauffenberg, 1658—1740) — князь-епископ Констанца и Аугсбурга в период с 1704 (с 1737 соответственно) по 1740 годы.
Один из пяти сыновей Вольфганга Фридриха Шенка фон Штауффенберга из старинного швабского дворянского рода Шенк фон Штауффенбергов, он в 1675 году закончил католический университет в Диллингене, и в 1667 году стал членом домского капитула в Констанце, получив свои первые пребенда. В 1682 году он смог стать также членом домского капитула в Аугсбурге.
С 1694 года он занимал пост коадъютора (с правом наследования) констанцского епископа Маркварда Рудольфа фон Родта. После смерти последнего в июне 1704 года был одним из трёх кандидатов на выборах нового епископа, получив в первом туре 21 июля 1704 года 5 голосов (по два были отданы за его соперников), и во втором будучи выбран единогласно. Продолжавшаяся с 1701 года война за испанское наследство, в которой Бавария действовала совместно с Францией, и тяжёлое долговое бремя княжества-епископства стали первыми его главными заботами, требовавшими известного дипломатического искусства в переговорах с Австрией, Францией и Баварией, вовлечённых в военный конфликт, и с протестантской Швейцарией, где располагась часть владений епископства.
В 1712—1713 годах Шенк фон Штауффенберг пытался получить также должность коадъютора епископа Вюрцбурга, и после последовавшей неудачи, в 1714 году — епископа Аугсбурга, где ему сопутствовал успех: 11 июля 1714 года он был выбран двумя третями голосов, несмотря на возражения ряда членов домского капитула. Александр Зигмунд Пфальц-Нойбургский в силу душевной болезни не мог исполнять своих обязанностей, что в конечном счёте привело к заключению своего рода компромиссного решения и назначению фон Штауффенберга, одобренного как братом Александра Зигмунда курфюрстом Иоганном Вильгельмом, так и императором Карлом VI. В 1737 году, после смерти Александра Зигмунда и после ряда политических интриг, Иоганн Франц Шенк фон Штауффенберг возглавил аугсбургскую епархию, совмещая тем самым управление двумя крупными южнонемецкими епископствами.
В качестве епископа он пытался проводить экономную политику, и смог, в итоге, уменьшить вес долгового бремени, накопленного его предшественниками. Несмотря на эту цель, Шенк фон Штауффенберг проводил активную строительную политику: были не только обновлены многочисленные приходские церкви, но и в 1710—1712 годах выстроена новая епископская резиденция в Меерсбурге (после неудачных переговоров о строительстве в Констанце). Другой важной темой его правления стала забота о моральном облике и образовании священнослужителей, что выразилось, в частности, в строительстве обширного здания духовной семинарии в Меерсбурге (1730—1735), в запрете ложных теологических сочинений и париков для секулярных каноников.
Скончавшийся 12 июня 1740 года в Месскирхе (на торжествах в честь золотой свадьбы Фробена Фердинанда фон Фюрстенберга и Марии Терезы фон Зульц) в возрасте 82 лет, Иоганн Франц Шенк фон Штауффенберг был похоронен в констанцском кафедральном соборе. О месте захоронения напоминает монументальная надгробная плита в барочном стиле с гербом епископа и выбитой на ней эпитафией.